# Кременище
Кременище (укр. Кременище) — село, входит в Киево-Святошинский район Киевской области Украины.
Население по переписи 2001 года составляло 375 человек. Почтовый индекс — 08162. Телефонный код — 4598. Занимает площадь 0,792 км².

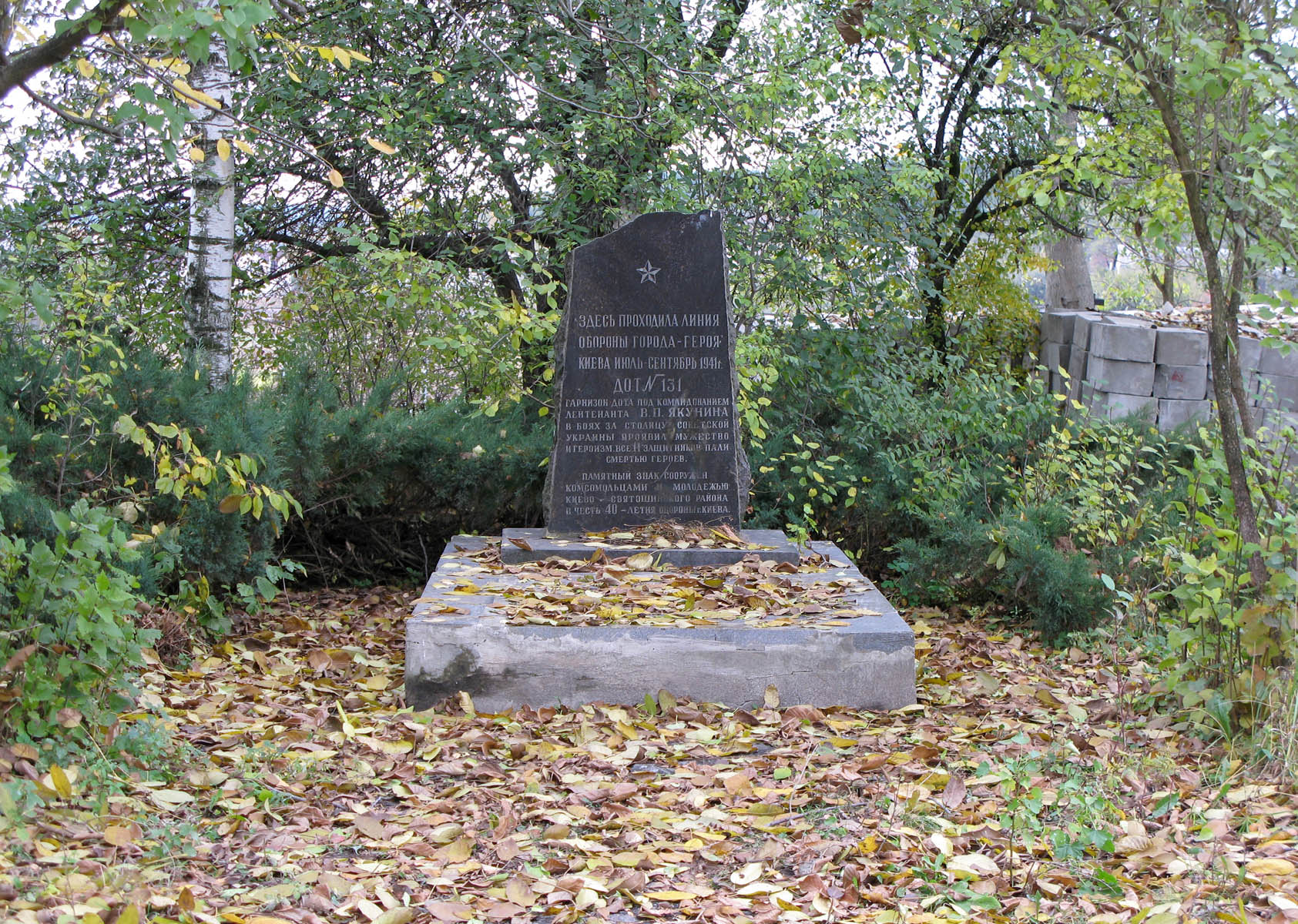
Памятник гарнизону лейтенанта Якунина

## Местный совет
08171, Київська обл., Києво-Святошинський р-н, с. Хотів, вул. Паширова, 2